# Na Julisce
Na Julisce (ook: Stadion Juliska) is een voetbalstadion in de Tsjechische hoofdstad Praag. In het stadion worden thuiswedstrijden gespeeld van de voetbalclub FK Dukla Praag. Na Julisce, met een capaciteit van 8.150 toeschouwers, staat in de wijk Dejvice. Het stadion is genoemd naar de voormalige nederzetting Juliska.
Eigenaar van het stadion, dat in 1960 werd geopend, is het ministerie van defensie van Tsjechië.